# إشارة هتلر الأرمنية
قد يُختتم خطاب أوبيرسالزبرغ لأدولف هتلر بسؤال بلاغي: «من يتكلم اليوم عن إبادة الأرمن؟» (بالألمانية: Wer redet heute noch von der Vernichtung der Armenier?)

## الخلفية
كانت الإبادة الجماعية للأرمن هي القتل المنهجي لحوالي مليون إلى مليون ونصف المليون أرمني في الدولة العثمانية خلال الحرب العالمية الأولى.
كتب أبرام ل. ساشار، المؤرخ الأمريكي والرئيس المؤسس لجامعة برانديز، أن «تم الاستشهاد بالإبادة الجماعية بعد خمسة وعشرين عامًا من قبل الفوهرر... الذي وجد الحل الأرمني سابقة مفيدة». وصف ريتشارد ليشتهايم [الروسية]
، وهو أحد اليهود الألمان الذي تفاوض بشكل محموم مع قادة الاتحاد في تركيا وقت الحرب، بصفته قائدًا شابًا للحركة الصهيونية، الإبادة المخططة بدم بارد لأكثر من مليون أرمني (kaltblutig durchdacht) بأنها فعل «شبيه بحملة هتلر الصليبية المدمرة ضد اليهود في الفترة 1940-1942». :409 ووفقًا للمؤرخ ستيفان إيريج، فإن هناك دليلًا كبيرًا على أن النظرة النازية للعالم قد تشكلت من خلال الثورة التركية والابتعاد عن الإبادة الجماعية.

## الخطاب والإصدار
نسخة الخطاب التي تضمنت الإشارة الأرمنية تسجل قول هتلر ما يلي:

## محاكمة نورنبيرغ

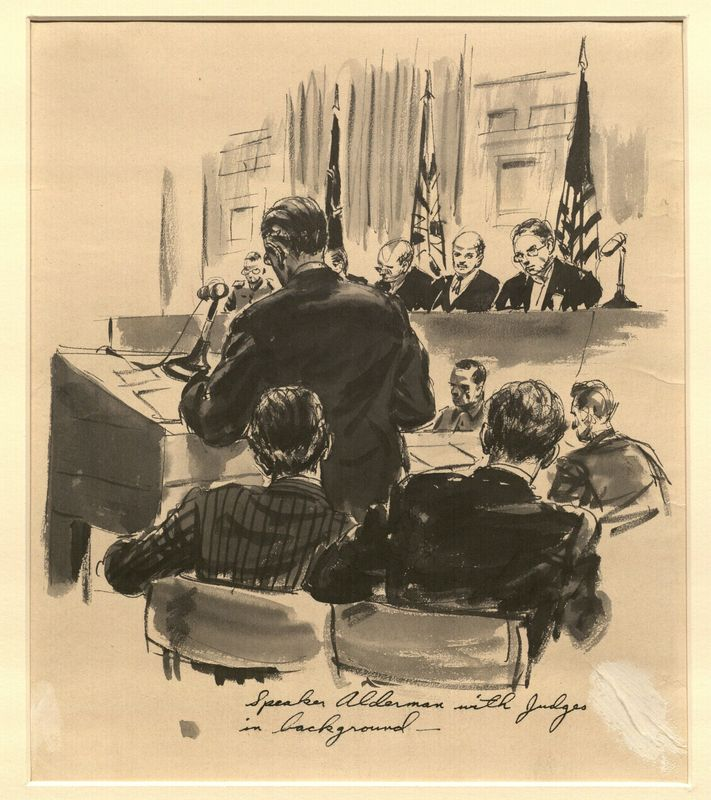
صورة في قاعة المحكمة لسيدني ألدرمان في محاكمات نورنبيرغ

عندما حصلت محكمة جرائم الحرب في نورنبيرغ على الملاحظة الأولى من الخطاب "L-3"، تم رفض استخدامها كدليل لأن الصحفي الأمريكي الذي قدم الوثيقة رفض الكشف عن مصدره.

محاكمة كبار مجرمي الحرب الألمان في نورمبرغ بألمانيا. اليوم الخامس: الاثنين 26 نوفمبر 1945. قال المدعي سيدني ألدرمان لرئيس المحكمة:
وصلت أولى الوثائق الثلاثة إلى حوزتنا عبر وسيط صحفي أمريكي، ويُزعم أنها محضر أصلي لهذا الاجتماع في أوبيرسالزبرغ، وقد نقلها شخص آخر إلى هذا الصحفي الأمريكي؛ ولم يكن لدينا دليل على التسليم الفعلي للوسيط من قبل الشخص الذي أخذ الملاحظات. وبالتالي، فإن تلك الوثيقة لم تكن سوى إبقاء ملاحقتنا في حالة تأهب، لمعرفة ما إذا كان يمكنها العثور على شيء أفضل. ولحسن الحظ، حصلنا على الوثيقتين الأخريين، والتي تشير إلى أن هتلر ألقى خطابين في ذلك اليوم، ربما واحدًا في الصباح، والآخر بعد الظهر، كما هو مبين في المحضر الأصلي، الذي سجلناه. بمقارنة هاتين الوثيقتين بالمستند الأول، نستنتج أن الوثيقة الأولى كانت عبارة عن دمج مشوه للخطابين.
ومع ذلك، أعيد طبع نسخة الخطاب بالإقتباس الأرمني في مؤامرة وعدوان النازية.

## الموثوقية
ريتشارد ألبريشت (أكاديمي) [الألمانية]
، باحث اجتماعي وعالم سياسي ألماني، نشر دراسة من ثلاثة مجلدات (2006–08) حول الإبادة الجماعية في القرن العشرين والتي احتوت على وثيقة النسخة الألمانية الأصلية من الاقتباس الأرميني (نص L-3) لأول مرة. يخلص ألبريشت إلى أن الوثيقة L-3 «يجب اعتبارها [النسخة] التي تلخص على الأرجح ما قاله هتلر ويعبر عنها». وفقًا لألبريشت، فإن L-3 هي الأكثر مصداقية لأن كاناريس كان الشاهد الوحيد الذي كتب ما قاله هتلر في وقت واحد. يقول كيفورك بردكجيان، خبير في الدراسات الأرمينية، أن الوثيقة L-3 نشأت في الملاحظات التي أخذها فيلهلم كاناريس سرًا خلال اجتماع 22 أغسطس 1939 وأنها «سليمة مثل الأدلة الأخرى المقدمة في نورنبيرغ».
كتب المؤرخ الكندي مايكل ماروس في مسحه لعام 1987 عن تأريخ الهولوكوست، أن الأبحاث الأخيرة أشارت إلى صحة وثيقة L-3. صرح كريستوفر براونينغ، المؤرخ الأمريكي للهولوكوست، في عام 2004 أن وثيقة L-3، التي تحتوي على الاقتباس الأرميني، من غير المرجح أن تكون نسخة دقيقة لما قاله هتلر، لكنها نسخة «نهاية العالم» تم تسريبها عن قصد من قبل حصول البولنديين على دعم الدول الغربية. يستشهد المؤرخ الألماني توبياس جيرساك [الإنجليزية]
 بالبيان كدليل على أن هتلر يعتقد أن الجرائم المرتكبة في زمن الحرب سيتم التغاضي عنها. وفقًا لهذا التفسير، خطط هتلر لإطلاق العنان للإبادة الجماعية عند اندلاع الحرب: «ستكون الحرب بمثابة غطاء للإبادة وسيخفي القتال الهدف الحقيقي للحرب».:575
وفقًا لمارغريت إل. أندرسون في عام 2010، أستاذ التاريخ بجامعة كاليفورنيا في بيركلي، "ليس لدينا سبب للشك في صحة الملاحظة" وبغض النظر عما إذا كانت الإبادة الجماعية للأرمن قد حققت "مكانة رمزية".. ذروة الفظائع التي يمكن تخيلها في عام 1939 "وأن هتلر استخدمها لإقناع الجيش الألماني بأن ارتكاب الإبادة الجماعية قد يثير الإدانة ولكنه لن يؤدي إلى عواقب وخيمة على الأمة الجانية. كتب المؤرخ ستيفان إيريج أن الوثيقة التي تحتوي على الاقتباس الأرمني ومصدرها "سطحية، والجملة المعنية غائبة في روايات أخرى عن الاجتماع"، لكنه يضيف أنه من الممكن "أن الآخرين لم يكتبوا هذه الملاحظة". يجادل إيريج في مكان آخر بأن الإبادة الجماعية للأرمن ألهمت جزئيًا الهولوكوست ولكن "لا يوجد سلاح دخان".

## الإرث
غالبًا ما يتم الاستشهاد بالاقتباس، خاصة من قبل الأرمن، لدعم التفسير القائل بأن هتلر كان مستوحى من الإبادة الجماعية للأرمن لارتكاب الفظائع. يرى الخبير في القانون الدولي ألكسيس ديمرجيان أن التعليق «تذكير محزن بآثار الإفلات من العقاب». تم الآن نقش الاقتباس على أحد جدران متحف ذكرى الهولوكوست بالولايات المتحدة في واشنطن العاصمة في عام 2009، استخدمت الجمعية الدولية لعلماء الإبادة الجماعية الاقتباس في رسالة إلى باراك أوباما تدعو إلى الاعتراف بالإبادة الجماعية للأرمن.